# Habitatge al carrer Sant Antoni, 27 (Amer)
L'Habitatge al carrer Sant Antoni, 27 és una obra d'Amer (Selva) inclosa a l'Inventari del Patrimoni Arquitectònic de Catalunya.

## Descripció
Edifici entre mitgeres de tres plantes, dues crugies i coberta de doble vessant a façana,amb teula àrab. Aquesta està arrebossada, encara que en molt mal estat.
La planta baixa consta d'un gran portal i d'una finestra emmarcats de pedra sorrenca. El portal, de més de tres metres d'alçada, està format per grans blocs i té forma d'arc rebaixat amb una llinda de sis blocs. La finestra formada està composta de cinc grans i llargs blocs amb llinda monolítica.
El primer pis presenta dues finestres balconeres, amb barana de ferro no emergent a la façana, emmarcades de rajola i ciment. El segon pis conté un badiu de tre finestres amb forma d'arc de mig punt. Les finestres, de rajola i ciment, tenen les impostes marcades i conserven restes de baranes de fusta de forma prismàtica. El ràfec de la cornisa és format per dues fileres, una de rajola plana i una de teula, abans d'arribar a la canalera metàl·lica.

## Història
Aquesta casa té l'origen a finals del segle xix o principis del XX, i la planta baixa era utilitzada com a entrada de carros.
El model de casa de l'interior del nucli d'Amer, així com la majoria de cases de pagès, caracteritzat per una planta baixa dedicada al bestiar (aus, porc, cabres, ovelles o vaques) i la les plantes superiors per a habitatge era comú fins al segon terç del segle xx.